# Margareta von York

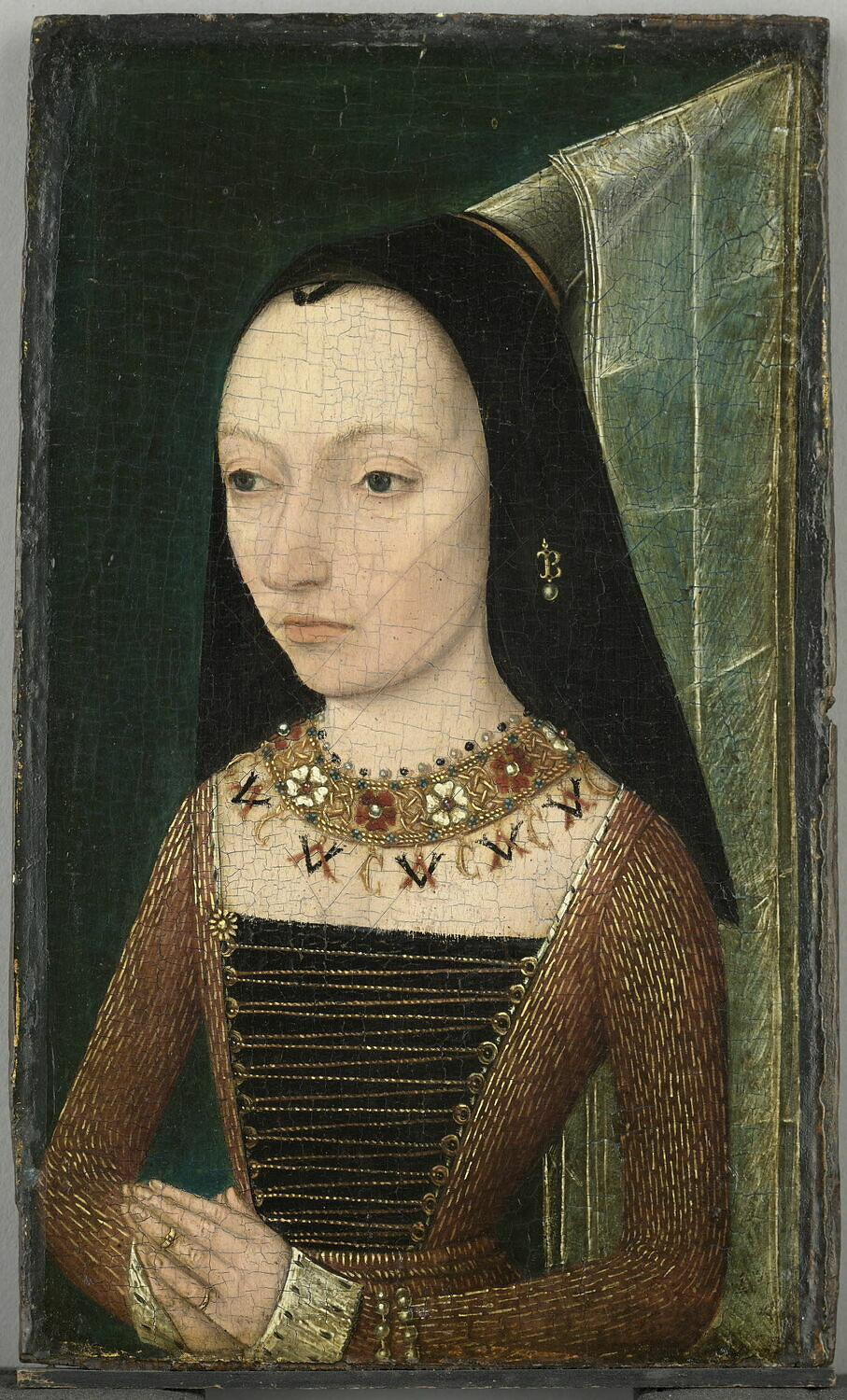
Margareta von York, ca. 1468, mit Hennin, anonymer Künstler, zu sehen im Louvre

Margareta von York, englisch Margaret of York (* 3. Mai 1446 in Fotheringhay Castle, Northamptonshire, England; † 23. November 1503 in Mechelen, Burgundische Niederlande), war als dritte Gattin Karls des Kühnen Herzogin von Burgund.

## Abstammung und Jugend
Margareta von York war die dritte das Erwachsenenalter erreichende Tochter von Richard Plantagenet, 3. Duke of York, und dessen Frau Cecily Neville. Sie hatte zwölf Geschwister, unter anderem die späteren englischen Könige Eduard IV. und Richard III.
Über Margaretas Kindheit ist wenig bekannt. Sie erhielt eine gute Bildung und wurde von ihrer sehr frommen Mutter religiös geprägt. Als ihr tief in die innerenglischen Machtkämpfe verwickelter Vater im Sommer 1453 wegen einer vorübergehenden Geisteskrankheit König Heinrichs VI. kurzzeitig zum Protektor und faktischen Regenten Englands aufstieg, verhandelte er mit Isabella von Burgund über eine Vermählung einer seiner unverheirateten Töchter – darunter als jüngste Margareta – mit Karl dem Kühnen, dem Sohn der burgundischen Herzogin. Dieser Plan zerschlug sich jedoch und im Oktober 1454 heiratete Karl der Kühne in zweiter Ehe Isabelle de Bourbon, die ihm 1457 die Tochter Maria von Burgund gebar.
Ende 1460 fiel Richard von York in der Schlacht von Wakefield beim Versuch, die Krone zu erringen, doch wenige Monate später gelang dies seinem ältesten lebenden Sohn, der als Eduard IV. den Thron bestieg. Maßgeblichen Anteil an Eduards Sieg hatte der reiche Adlige Richard Neville, 16. Earl of Warwick. Dieser missbilligte aber Eduards im Mai 1464 erfolgte Heirat mit Elizabeth Woodville und in der folgenden Zeit entzweiten sich die beiden Männer immer mehr. Margareta nahm im Mai 1465 an der Krönung der neuen Königin teil und gehörte häufig zu deren Gefolge.

## Heiratsverhandlungen
Bereits im September 1465 starb Isabelle de Bourbon, und bald danach nahm ihr Witwer, Karl der Kühne, Verhandlungen über seine Vermählung mit der nun 19-jährigen Margareta auf, die als unverheiratete Schwester des englischen Königs eine begehrte Braut war. Zu diesem Zweck schickte er seinen Vertrauten Guillaume de Clugny nach London. Eduard IV. zeigte sich an dem Heiratsprojekt interessiert, was sich jedoch aufgrund verschiedener Hindernisse verzögerte. Karl der Kühne etwa wollte nicht die Forderung des englischen Königs erfüllen, seine einzige Tochter Maria von Burgund mit George Plantagenet, 1. Duke of Clarence, dem jüngeren Bruder Eduards IV., zu vermählen; Warwick versuchte, auf eine englisch-französische Allianz hin zu wirken; und der französische König Ludwig XI. unternahm alles, um eine Heiratsallianz der beiden ihm feindlich gesinnten Staaten Burgund und England zu hintertreiben. Ludwig XI. schlug daher seine älteste Tochter Anne als Gemahlin für Karl den Kühnen vor und bot 1466/67 – allerdings vergeblich – insgesamt vier Kandidaten für eine Hochzeit mit Margareta an.
Der Condestável von Portugal, Peter von Coimbra, König von Aragonien und Graf von Barcelona, der seit 1464 gegen Johann II. um die aragonesische Krone kämpfte und ein Neffe der burgundischen Herzogin Isabella war, verhandelte im Frühling 1466 über seine Vermählung mit Margareta. Der Verlobungsring kostete Peter den stolzen Preis von 200 Livres. Sein bereits im Juni 1466 erfolgter Tod vereitelte indessen auch diese Heiratsoption der englischen Prinzessin.
Nach dem Tod von Philipp dem Guten, Vater Karls des Kühnen, am 15. Juni 1467, wurden die burgundisch-englischen Heiratsverhandlungen wiederaufgenommen, die der französische König in den nächsten Monaten nach Kräften torpedierte. So bemühte er sich, dass Papst Paul II. die nötige Dispens wegen naher Verwandtschaft nicht erteile, und suchte die Kreditwürdigkeit des englischen Königs bei internationalen Bankiers zu unterminieren, damit dieser die versprochene Mitgift in Höhe von 200 000 Écus nicht auftreiben konnte (tatsächlich sollte nur die Hälfte dieser Mitgift gezahlt werden).
Letztlich waren die Störversuche Ludwigs XI. von keinem Erfolg gekrönt. Am 1. Oktober 1467 gab Margareta vor einer Versammlung in Kingston upon Thames ihr formelles Einverständnis zur geplanten Ehe und ernsthafte Verhandlungen begannen. Im Januar 1468 reiste eine englische Delegation  zur Führung weiterer diesbezüglicher Gespräche (→William Caxton) nach Flandern und im Februar wurde der Heiratsvertrag fertig gestellt. Darin wurde u. a. vereinbart, dass Margareta ihre Rechte auf die englische Krone behielt, während Karl der Kühne seiner Braut die Städte Mechelen, Oudenaarde und Dendermonde übertrug. Im Mai traf die päpstliche Dispens ein. Im gleichen Monat verkündete der englische Kanzler, dass sein Land mit Burgund und der Bretagne ein gemeinsames Vorgehen gegen Ludwig XI. beschlossen habe; der konnte diesen Plan jedoch relativ leicht abwehren.

## Heirat mit Karl dem Kühnen
Am 18. Juni 1468 verließ Margareta London in Richtung der Heimat ihres Bräutigams. Sie brachte in der St Paul’s Cathedral ein Opfer dar, ritt dann gemeinsam mit Warwick auf einem Pferd durch Cheapside und übernachtete mit ihrem königlichen Bruder und dessen Gemahlin in Stratford Abbey. Nachdem sie zum Grab des heiligen Thomas Becket, Erzbischof von Canterbury, gepilgert war, schiffte sie sich mit großem Gefolge am 24. Juni in Margate zur Überfahrt auf den europäischen Kontinent ein. Obwohl Ludwig XI. mit dem Abfangen ihrer Flotte gedroht hatte, erreichte Margareta am Abend des nächsten Tages unbehelligt Sluys, wo sie eine Woche blieb. Am 26. Juni wurde sie von Isabella, der Mutter ihres Bräutigams, sowie von dessen Tochter Maria besucht und am darauffolgenden Tag von Karl selbst. Der Bischof von Salisbury nahm die Verlobung des Paares vor.

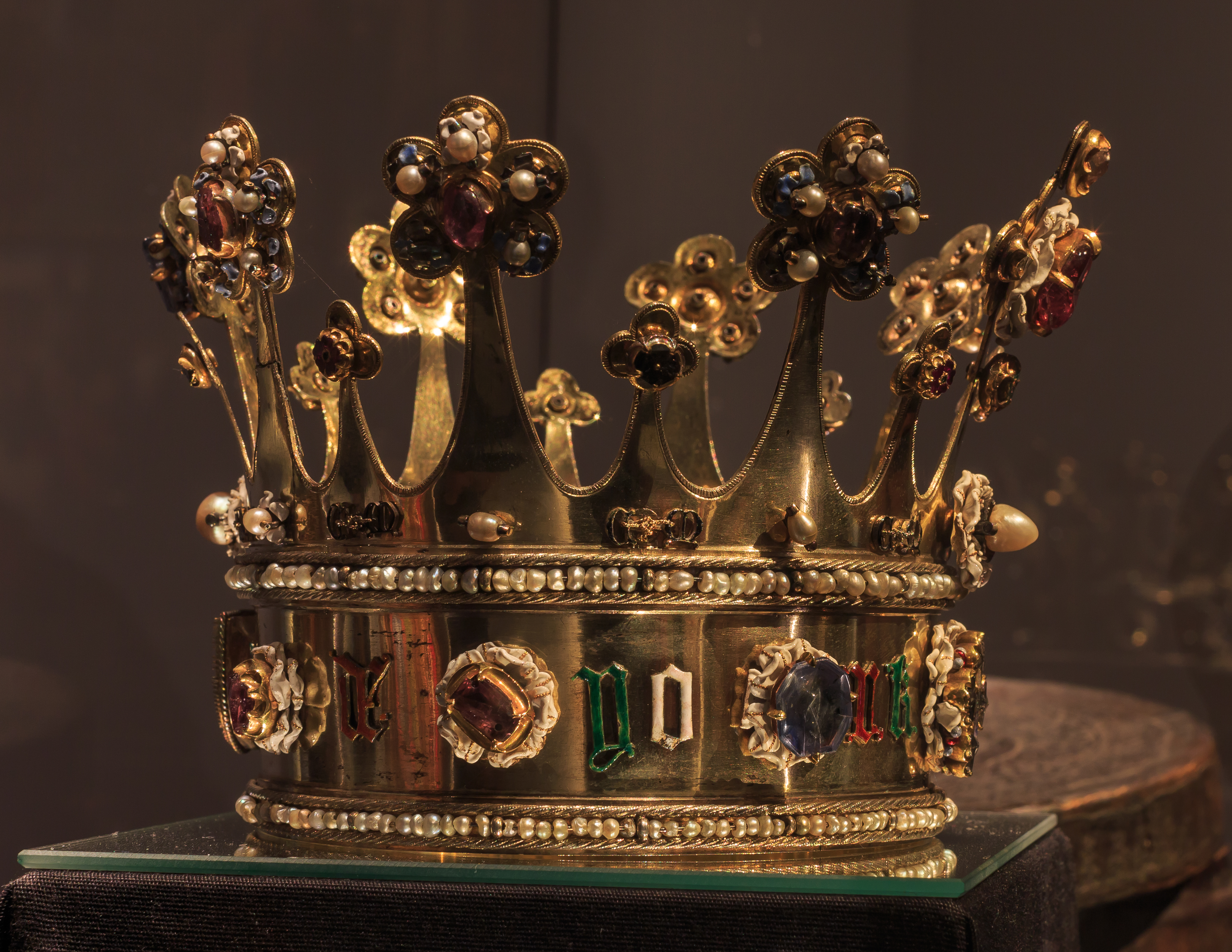
Krone Margaretas in der Aachener Domschatzkammer

Die Hochzeit von Karl dem Kühnen und Margareta fand am 3. Juli 1468 um fünf Uhr morgens in Damme statt. Danach reiste zuerst der Bräutigam in das etwa 6 km entfernte Brügge. Etwa um zehn Uhr hielt die in ein silbernes, edelsteinbesetztes Kleid gekleidete  Margareta, die außerdem eine perlenübersäte Krone trug, in einer von weißen Pferden gezogenen Sänfte mit einem Gefolge von etwa 60 hochadligen burgundischen und englischen Damen ihren eigenen Einzug in dieselbe Stadt. Die anschließenden Feste, Bankette, Theateraufführungen und Turniere dauerten zehn Tage und waren sogar für burgundische Verhältnisse außerordentlich prächtig. Sie wurden von ihrem Organisator, dem Hofbeamten und Historiker Olivier de la Marche, in seinen Memoiren ausführlich beschrieben. Die reichverzierte, um 1461 gefertigte Krone, die Margareta bei ihrer Hochzeitsfeier trug, schenkte sie 1474 während eines Besuchs dem Aachener Dom, in dessen Schatzkammer sie noch immer besichtigt werden kann. Sie ist neben der sogenannten Pfälzischen Krone  eine von zwei aus dem Mittelalter stammenden englischen Königskronen, die bis heute erhalten geblieben sind.

## Herzogin von Burgund
Das Herzogspaar verbrachte anfangs noch relativ viel Zeit miteinander, doch nach zwei Ehejahren sah Margareta ihren Gemahl vor allem aufgrund von dessen kriegerischen Aktivitäten nur noch sehr selten, so etwa 1473 und 1474 höchstens zwei Wochen im Jahr. Ihre Beziehung blieb denn auch kinderlos. Immerhin hatte Margareta ein sehr freundschaftliches Verhältnis zu ihrer Schwiegermutter bis zu deren Tod im Jahr 1471 und erhielt durch das Testament Isabellas deren Lieblingsresidenz La-Motte-au-Bois vermacht. Besonders liebevoll kümmerte sich Margareta um ihre nur elf Jahre jüngere Stieftochter Maria von Burgund. Die beiden Frauen verband bald eine innige Freundschaft und sie nahmen gern an Jagden und Reitausflügen teil.
Im Frühling 1470 flohen die Gegner Eduards IV.,  dessen Bruder George, Herzog von Clarence, sowie Warwick zu Ludwig XI., der die Flüchtlinge zu einem Bündnis mit Margarete von Anjou, der Gattin des gestürzten Königs Heinrich VI., überreden konnte. Mit französischer Hilfe kehrte Warwick nach England zurück und Eduard IV. musste Anfang Oktober 1470 bei seinem Schwager in Holland Zuflucht suchen. Heinrich VI. wurde wieder zum König proklamiert. Margareta drängte ihren Gatten zuerst vergeblich zur Unterstützung ihres Bruders. Karl der Kühne war dazu erst Anfang Januar 1471 bereit, als er zur Überzeugung gelangt war, dass dies in seinem Interesse läge. Nach der Erneuerung des Bündnisses zwischen den beiden Männern besuchte Eduard IV. seine Schwester Margareta bis zum 13. Januar in Hesdin und segelte im März mit burgundischer Unterstützung wieder nach England. Margareta hatte die ganze Zeit über an einer Aussöhnung des exilierten Königs mit dessen Bruder George gearbeitet. Letzterer schloss sich Eduard IV. nach dessen Landung in England auch wieder an. Im April/Mai 1471 konnte Eduard IV. nach der Schlacht von Tewkesbury den Thron dauerhaft zurückerobern.
Als Eduard IV. im Juli 1475 mit etwa 13 000 Soldaten nach Frankreich übersetzte, um zusammen mit Karl dem Kühnen in einer gemeinsamen, vorher vereinbarten Militäraktion Ludwig XI. zu stürzen, wirkte Margareta wieder als Vermittlerin zwischen ihrem Bruder und Gatten. Die Streitkräfte des burgundischen Herzogs waren aber hauptsächlich im Osten seines Reichs gebunden und der über die zu geringe Hilfe seines Alliierten verärgerte englische König schloss mit Ludwig XI. den Vertrag von Picquigny, der sein Bündnis mit seinem Schwager endgültig beendete.
Nachdem Margareta ihren Gatten im Juli 1475 zum letzten Mal gesehen hatte, verlor er im nächsten Jahr zwei Schlachten gegen die Eidgenossen. Während die Macht des sich immer tyrannischer gebärdenden Karls des Kühnen seit 1475 schwand, hatte Margareta von da an zunehmend Anteil an der Politik Burgunds, indem sie etwa im Artois die Abwehr gegen Frankreich leitete und 1476 den niederländischen Ständen die dringlichen Forderungen ihres Gatten nach militärischen und finanziellen Verstärkungen vortrug. Beim Wiedereroberungsversuch von Nancy fiel der burgundische Herzog am 5. Januar 1477. Margareta ließ ihm die letzte Ehre erweisen und beglich rasch seine privaten Schulden.

## Witwenzeit

### Unterstützerin Marias von Burgund
Nach dem Tode Karls des Kühnen hielt sich seine Witwe Margareta vor allem in ihrem Palais in Mechelen auf, das zu ihrem ausgedehnten Wittum gehörte. Neue Herzogin wurde Maria von Burgund. Die erst 20-jährige einzige Tochter Karls des Kühnen hatte ein schweres Erbe anzutreten. Unterstützung erhielt sie bei den zu bewältigenden großen Problemen vor allem von ihrer Stiefmutter Margareta, die als fähige und intelligente Politikerin galt. Auch der Kanzler Guillaume Hugonet und der Graf d’Humbercourt standen der jungen Herzogin bei.
Ludwig XI. ließ gleich nach dem Tod des burgundischen Herzogs den südlichen Teil von dessen Reich, vor allem die Bourgogne, Picardie und große Teil des Artois, besetzen. Damit war Maria von Burgund im Wesentlichen auf die Niederlande beschränkt. Die dort ausgebrochenen Unruhen wurden von Ludwig XI. unterstützt. Im Februar 1477 musste Maria die Wiedereinführung der alten ständischen Rechte der Niederlande akzeptieren. Sie wurde in Gent praktisch unter Hausarrest gestellt, während Margareta aus Gent ausgewiesen wurde. Dennoch konnten die Herzogin und Herzoginwitwe eine geheime Korrespondenz über eine alte Hofdame Marias, Frau von Hallewyn, unterhalten. Maria gelang es allerdings trotz ihres persönlichen Einsatzes nicht, die am 3. April 1477 erfolgte Hinrichtung ihrer Vertrauten Hugonet und d’Humbercourt zu verhindern.
Es gab mehrere Bewerber um Marias Hand. So schlug der französische König ihre Vermählung mit dem Dauphin, dem späteren König Karl VIII. vor. Margareta bot zuerst ihren Bruder George, Herzog von Clarence, als Heiratskandidaten an, um die Hilfe von dessen Bruder, dem englischen König Eduard IV., zu erlangen. Doch wurde dieser Plan verworfen. Maria favorisierte nun, von Margareta unterstützt, die von ihrem Vater 1476 angebahnte Heirat mit dem Kaisersohn Maximilian und bat ihn in einem heimlich übersandten Brief dringend, rasch zu kommen. Einen ähnlich lautenden Brief verfasste auch Margareta. Als sich Maximilian daraufhin auf den Weg machte, musste er aus Geldmangel in Köln Halt machen. Die Herzoginwitwe ließ ihm 100 000 Taler schicken, die ihm die Weiterreise ermöglichten. Inzwischen hatte sich die Stimmung in den Niederlanden zugunsten des Kaisersohns gedreht, da ein französischer Einmarsch befürchtet wurde.
Bei seiner Ankunft in Gent wurde Maximilian freudig begrüßt, traf seine Braut und schenkte ihr einen Brillanten. Margareta nahm an den üblichen höfischen Liebesspielen teil und bedeutete Maximilian vor der versammelten Hofgesellschaft, dass er eine an der Dame seiner Wahl versteckte Blume suchen solle. Als er diese nicht gleich sah, zögerte er, danach in Marias Mieder zu fahnden, und tat dies erst auf die fröhliche Aufforderung des Erzbischofs von Trier. Die rosa Nelke, die er dann fand, symbolisierte eheliche Liebe und Treue. Am 19. August 1477 heirateten Maximilian und Maria.
Maximilian nahm die Sicherung des burgundischen Erbes und damit den Kampf gegen die Franzosen auf, der jedoch mehrere Jahre währte. Margareta verstand sich sehr gut mit Maximilian und unterstützte ihn im Krieg gegen Ludwig XI., so gut sie konnte. Als der französische König etwa durch zahlreiche Agenten verbreiten ließ, dass Philipp, der am 22. Juli 1478 geborene erste Sohn von Maria und Maximilian, in Wirklichkeit ein Mädchen sei, strafte Margareta dieses Gerücht Lügen, indem sie den Säugling nach der Taufe aus den Windeln wickelte und dem Volk nackt zeigte.
Die Herzoginwitwe bemühte sich, Eduard IV., der sich bisher neutral verhalten hatte, auf die Seite Maximilians zu ziehen. Nach fruchtlosen Anstrengungen reiste sie deswegen etwa im Juli 1480 zum ersten und einzigen Mal seit ihrer Heirat mit Karl dem Kühnen in ihre englische Heimat, um persönlich mit ihrem königlichen Bruder zu verhandeln, doch dieser hielt an seinem Frieden mit Frankreich fest. Nebenbei suchte Margareta den burgundisch-englischen Handel zu beleben und erhielt etwa Ausfuhrgenehmigungen für Ochsen und Schafe nach Flandern. Ende September 1480 kehrte sie wieder in die Niederlande zurück.
Als die erst 25-jährige Maria von Burgund am 27. März 1482 an den Folgen eines Reitunfalls starb, hinterließ sie außer Philipp (genannt der Schöne) noch eine Tochter Margareta. Die beiden Kinder waren zu diesem Zeitpunkt erst vier bzw. zwei Jahre alt. Deren Erziehung übernahm teilweise die Herzoginwitwe Margareta, für die Marias Tod einen schweren Verlust bedeutete.

### Intrigen gegen Heinrich VII. Tudor
Richard III. usurpierte 1483 nach dem Tod seines Bruders Eduard IV. den englischen Thron, verlor aber 1485 in der Schlacht von Bosworth   gegen den aus dem Haus Tudor stammenden Herzog von Richmond, der als Heinrich VII. neuer König wurde, sein Leben. Weil damit in England die Herrschaft ihrer Dynastie zu Ende ging, wurde Margareta die erbitterte Gegnerin Heinrich Tudors. Sie intrigierte ein gutes Jahrzehnt lang nach Kräften gegen ihn und gewährte geflüchteten Anhängern des Hauses York an ihrem Witwensitz Unterschlupf, so etwa im Januar 1487 dem Viscount Francis Lovell und wenig später John de la Pole, Earl of Lincoln. Die Herzoginwitwe unterstützte auch die Verschwörung des jugendlichen Hochstaplers Lambert Simnel, der sich für den von Heinrich VII. in den Tower of London geworfenen Edward Plantagenet, 17. Earl of Warwick, einen Neffen Eduards IV., ausgab und als Prätendent gegen den englischen König auftrat. Zur Durchsetzung des „Thronanspruchs“ Simnels landeten im Mai 1487 Francis Lovell und John de la Pole mit einer von Margareta angeworbenen Truppe von 2000 deutschen Söldnern an der irischen Küste. Die Verschwörer erlitten jedoch am 16. Juni 1487 in der Schlacht von Stoke eine entscheidende Niederlage; Simnel wurde begnadigt.
Nach einem für Maximilian unglücklich verlaufenen Krieg gegen Frankreich (1487) regte sich in den Niederlanden erneut Widerstand gegen ihn. Der mittlerweile zum römischen König aufgestiegene Habsburger wurde im Februar 1488 in Brügge gefangengesetzt und erst drei Monate später gegen große Zugeständnisse freigelassen. Margaretas diesbezüglich unternommene diplomatische Schritte lassen sich aber nur in groben Konturen feststellen. In den nächsten Jahren konnte Maximilian die Kontrolle über die Niederlande mit militärischen Mitteln wiederherstellen.
Die Herzoginwitwe half spätestens seit Anfang 1492 einem weiteren Prätendenten auf die englische Krone, Perkin Warbeck, der sich betrügerischerweise als Herzog Richard von York, der 1483 von König Richard III. im Tower inhaftierte jüngere Sohn Eduards IV., ausgab. Er sei dem Mordversuch Richards III. entkommen und fordere nur sein „Thronrecht“. Zuerst wurde er von der Vormundschaftsregierung um Karl VIII. freundlich empfangen, musste aber Frankreich nach dem Frieden von Étaples (3. November 1492) verlassen und reiste nun an den Hof Margaretas. Diese bestätigte im August 1493 in einem Brief an Königin Isabella I. von Kastilien Warbecks angebliche Identität mit dem jüngeren Sohn Eduards IV. Auch König Maximilian erkannte ihn 1493 als legitimen englischen Thronerben an und im Mai 1495 schrieb Margareta zu Warbecks Gunsten sogar an den Papst. Im Juli 1495 segelte der Abenteurer nach Kent, wurde jedoch besiegt, konnte sich auch in Irland nicht durchsetzen, wurde dann aber vom schottischen König Jakob IV. gastlich aufgenommen und auch von Margareta weiterhin unterstützt. Nach der Landung in Cornwall ergab sich Warbeck im Oktober 1497 Heinrich VII., mit dem sich Margareta aber erst im September 1498 in ein dauerhaftes Einvernehmen setzte.

### Letzte Jahre und Tod
Als Philipp der Schöne und seine Gattin 1500 einen Sohn (den späteren Kaiser Karl V.) erwarteten, wurden schon vor dessen Geburt Margareta von York und deren Stiefenkelin Margareta von Österreich zu Taufpatinnen bestimmt. Die beiden Frauen nahmen am 7. März 1500 in der Kirche St. Jean zu Gent an der Taufzeremonie des Säuglings teil. Die Herzoginwitwe wirkte bei der frühen Erziehung Karls und seiner Geschwister mit.
Tief betrauert starb Margareta 1503 im Alter von 57 Jahren in Mechelen und wurde dort in der Cordeliers-Kirche bestattet. Ihr Grab wurde Ende des 16. Jahrhunderts zerstört.

## Aussehen, persönliche Interessen
Es sind zahlreiche Porträts von Margareta erhalten. Erwähnenswert ist u. a. ein vielleicht vom flämischen Maler Hugo van der Goes verfertigtes Bildnis, das heute in den Räumen der Society of Antiquaries of London in Burlington House, London, ausgestellt ist. Margareta wird als attraktiv beschrieben, hatte einen hellen Teint, graue Augen und blonde Haare. Aufgrund ihres großen Wuchses überragte sie ihren Gatten.
Noch als Herzogin von Burgund förderte Margareta William Caxton, der um 1470 in ihre Dienste trat und als erster Engländer die Buchdruckerkunst erlernte. Insbesondere in ihrer Witwenzeit trat sie dann vor allem als Sammlerin und Auftraggeberin von illuminierten Handschriften vornehmlich religiösen Gehalts hervor. In ihrer Residenz Mechelen unterstützte sie damals auch eine gemäß strenger Observanz ausgerichtete Klosterreform. Sie verteilte großzügige karitative Spenden, machte zahlreiche religiöse Stiftungen und war Patronin der Klarissen, denen sie ein teures, reich illuminiertes, das Leben der heiligen Franziskanerin Colette von Corbie beschreibendes Manuskript vermachte.

## Weitere Margareta von York
Es gab noch eine weitere Margareta von York, die eine Nichte der hier genannten war. Sie war das fünfte Kind von Eduard IV. und wurde nur 8 Monate alt.

### Sachliteratur
- W. P. Blockmans: Margareta 16). In: Lexikon des Mittelalters. Band 6 (1993), Sp. 239.
- Dagmar Eichberger: Women of Distinction. Margaret of York / Margaret of Austria, Turnhout: Brepols Publishers NV 2005, 367, ISBN 978-2-503-51917-3
- Michael Jones: Margaret. In: Oxford Dictionary of National Biography (ODNB). Band 36 (2004), S. 646 f.

### Belletristik
- Anne Easter Smith: Die weisse Rose von York (historischer Roman), Blanvalet, München 2010, ISBN 978-3-442-37267-6